# (4506) Hendrie
(4506) Hendrie – planetoida z pasa głównego asteroid okrążająca Słońce w ciągu 4,90 lat w średniej odległości 2,88 j.a. Odkrył ją Brian Manning 24 marca 1990 roku w Stakenbridge. Nazwa planetoidy pochodzi od Michaela J. Hendriego – brytyjskiego astronoma amatora.